# Copa Confederación de la CAF 2018-19
La Copa Confederación de la CAF 2018-19 fue la decimosexta edición del segundo torneo de fútbol a nivel de clubes más importante de África organizado por la Confederación Africana de Fútbol y cuenta con la participación de equipo de 43 asociaciones miembro.
Esta edición es transicional debido al cambio en la calendarización de los torneos continentales que pasaron de jugarse entre febrero y noviembre a jugarse de agosto a mayo luego de la decisión tomada por el comité ejecutivo de la CAF el 20 de julio de 2017. Este torneo inicia en diciembre de 2018 y termina en mayo de 2019 antes de que se juegue la Copa Africana de Naciones 2019, la cual también cambió en sus fechas de competición, pasando de jugarse entre febrero y marzo a jugarse entre junio y julio.
El campeón del torneo, el club Zamalek, enfrentará al ganador de la Liga de Campeones de la CAF 2018-19 en la Supercopa de la CAF 2020.

## Participantes
Son 55 los equipos de 47 asociaciones forma parte en esta edición del torneo. Los que aparecen en negrita avanzan directamente a la primera ronda y los demás juegan la fase preliminar.
| Asociación                                     | Equipo              | Método de clasificación                                  |
| ---------------------------------------------- | ------------------- | -------------------------------------------------------- |
| Túnez (1.º – 116 pts)                          | Étoile du Sahel     | 3.º lugar de la 2017–18 Tunisian Ligue Professionnelle 1 |
| Túnez (1.º – 116 pts)                          | CS Sfaxien          | 4.º lugar de la 2017–18 Tunisian Ligue Professionnelle 1 |
| Egipto (2.º – 106.5 pts)                       | Al-Masry            | 3.º lugar de la 2017–18 Egyptian Premier League          |
| Egipto (2.º – 106.5 pts)                       | Zamalek             | Campeón de la 2017–18 Egypt Cup                          |
| República Democrática del Congo (3.º – 90 pts) | DC Motema Pembe     | 3.º lugar de la 2017–18 Linafoot                         |
| República Democrática del Congo (3.º – 90 pts) | AS Nyuki            | Campeón de la 2018 Coupe du Congo DR                     |
| Marruecos (4.º – 84 pts)                       | Hassania Agadir     | 3.º lugar de la 2017–18 Botola                           |
| Marruecos (4.º – 84 pts)                       | RS Berkane          | Campeón de la 2018 Moroccan Throne Cup                   |
| Marruecos (4.º – 84 pts)                       | Raja Casablanca     | Campeón defensor (Copa Confederación de la CAF 2018)     |
| Argelia (5.º – 82.5 pts)                       | NA Hussein Dey      | 3.º lugar de la 2017–18 Algerian Ligue Professionnelle 1 |
| Argelia (5.º – 82.5 pts)                       | USM Bel Abbès       | Campeón de la 2017–18 Algerian Cup                       |
| Sudáfrica (6.º – 78.5 pts)                     | Kaizer Chiefs       | 3.º lugar de la 2017–18 South African Premier Division   |
| Sudáfrica (6.º – 78.5 pts)                     | Free State Stars    | Campeón de la 2017–18 Nedbank Cup                        |
| Sudán (7.º – 53 pts)                           | Al-Hilal Al-Ubayyid | 3.º lugar de la 2018 Sudan Premier League                |
| Sudán (7.º – 53 pts)                           | Al-Ahly Shendi      | 4.º lugar de la 2018 Sudan Premier League                |
| Zambia (8.º – 38 pts)                          | Green Buffaloes     | 3.º lugar de la 2018 Zambian Premier League              |
| Zambia (8.º – 38 pts)                          | Green Eagles        | 4.º lugar de la 2018 Zambian Premier League              |
| Libia (9.º – 19 pts)                           | Al-Ahli Tripoli     | 3.º lugar de la 2017–18 Libyan Premier League            |
| Libia (9.º – 19 pts)                           | Al-Ittihad          | Campeón de la 2018 Libyan Cup                            |
| Camerún (E-10.º – 15 pts)                      | New Star            | 4.º lugar de la 2018 Elite One                           |
| Camerún (E-10.º – 15 pts)                      | Eding Sport         | Finalista de la 2018 Cameroonian Cup                     |
| Costa de Marfil (E-10.º – 15 pts)              | FC San Pédro        | 3.º lugar de la 2017–18 Côte d'Ivoire Ligue 1            |
| Costa de Marfil (E-10.º – 15 pts)              | Stade d'Abidjan     | Finalista de la 2018 Coupe de Côte d'Ivoire              |

| Asociación                          | Equipo                | Método de clasificación                                  |
| ----------------------------------- | --------------------- | -------------------------------------------------------- |
| Etiopía (E-13.º – 10.5 pts)         | Defence Force         | Campeón de la 2018 Ethiopian Cup                         |
| Nigeria (E-13.º – 10.5 pts)         | Enugu Rangers         | Campeón de la 2018 Nigeria Federation Cup                |
| República del Congo (15.º – 10 pts) | Diables Noirs         | Campeón de la 2018 Coupe du Congo                        |
| Mali (16.º – 8 pts)                 | Djoliba               | Finalista de la 2018 Malian Cup                          |
| Angola (17.º – 6 pts)               | Petro de Luanda       | 2.º lugar de la 2018 Girabola                            |
| Guinea (E-18.º – 5 pts)             | Wakriya               | Finalista de la 2018 Guinée Coupe Nationale              |
| Suazilandia (E-18.º – 5 pts)        | Young Buffaloes       | Campeón de la 2018 Swazi Cup                             |
| Uganda (E-18.º – 5 pts)             | KCCA                  | Campeón de la 2018 Uganda Cup                            |
| Ghana (22.º – 4 pts)                | Asante Kotoko         | Campeón de la 2017 Ghanaian FA Cup                       |
| Gabón (23.º – 2.5 pts)              | Cercle Mbéri Sportif  | 2.º lugar de la 2018 Gabon Championnat National D1       |
| Tanzania (24.º – 2 pts)             | Mtibwa Sugar          | Campeón de la 2017–18 Tanzania FA Cup                    |
| Botsuana                            | Orapa United          | Finalista de la 2017–18 Mascom Top 8 Cup                 |
| Burkina Faso                        | Salitas               | Campeón de la 2018 Coupe du Faso                         |
| Burundi                             | Vital'O               | Campeón de la 2018 Burundian Cup                         |
| República Centroafricana            | Anges de Fatima       | 2.º lugar de la 2018 Central African Republic League     |
| Chad                                | AS CotonTchad         | 2.º lugar de la 2018 Chad Premier League                 |
| Comoras                             | Miracle Club          | Campeón de la 2018 Comoros Cup                           |
| Yibuti                              | Arta/Solar7           | Semifinalista de la 2018 Djibouti Cup                    |
| Guinea Ecuatorial                   | Deportivo Unidad      | 2.º lugar de la Liga Nacional 2017-2018                  |
| Gambia                              | Armed Forces          | Campeón de la 2018 Gambian Cup                           |
| Kenia                               | Kariobangi Sharks     | Campeón de la 2018 FKF President's Cup                   |
| Liberia                             | LISCR                 | Finalista de la 2018 Liberian FA Cup                     |
| Madagascar                          | ASSM Elgeco Plus      | Campeón de la 2018 Coupe de Madagascar                   |
| Malaui                              | Silver Strikers       | 3.º lugar de la 2017 Malawi Premier Division             |
| Mauritania                          | Nouakchott King's     | Finalista de la 2018 Coupe du Président de la République |
| Níger                               | ASGNN                 | Campeón de la 2018 Niger Cup                             |
| Ruanda                              | Mukura Victory Sports | Campeón de la 2018 Rwandan Cup                           |
| Senegal                             | Génération Foot       | Campeón de la 2018 Senegal FA Cup                        |
| Seychelles                          | Northern Dynamo       | Campeón de la 2017 Seychelles League Cup                 |
| Sudán del Sur                       | Al-Merreikh Juba      | Campeón de la 2018 South Sudan National Cup              |
| Togo                                | Gomido                | Campeón de la 2018 Coupe du Togo                         |
| Zanzíbar                            | Zimamoto              | 2.º lugar de la 2017–18 Zanzibar Premier League          |

A los participantes se les unen los 15 equipos eliminados en la primera ronda de la Liga de Campeones de la CAF 2018-19:
| ASC Diaraf      | Ittihad Tanger   | Coton Sport  | ZESCO United |
| African Stars   | Al-Ahly Benghazi | Gor Mahia    | Nkana        |
| Jimma Aba Jifar | Vipers           | Stade Malien | Bantu        |
| Al-Hilal        | Al-Nasr          | Otôho        |              |

### Asociaciones que no participaron en esta edición
| - Benín - Cabo Verde - Eritrea - Guinea-Bisáu - Lesoto - Mauricio - Mozambique (E-10.º – 15 pts; elegible para madar dos representantes) | - Namibia - Reunión - Santo Tomé y Príncipe - Sierra Leona (suspendido por FIFA) - Somalia - (E-18.º – 5 pts) |

## Ronda Clasificatoria

### Fase Preliminar
| Equipo 1             | Agr.        | Equipo 2              | Ida | Vuelta |
| -------------------- | ----------- | --------------------- | --- | ------ |
| Nouakchott King's    | 2–2 (v)     | Stade d'Abidjan       | 1–2 | 1–0    |
| Al-Ahly Shendi       | 1–1 (1–3 p) | AS Nyuki              | 1–0 | 0–1    |
| Petro de Luanda      | 6–0         | Orapa United          | 4–0 | 2–0    |
| AS CotonTchad        | 3–1         | Gomido                | 2–0 | 1–1    |
| Hassania Agadir      | 4–0         | ASGNN                 | 4–0 | 0–0    |
| Génération Foot      | 1–0         | Djoliba               | 0–0 | 1–0    |
| USM Bel Abbès        | 4–1         | LISCR                 | 4–0 | 0–1    |
| Enugu Rangers        | 5–1         | Defence Force         | 2–0 | 3–1    |
| Salitas              | 3–3 (v)     | Wakriya               | 2–0 | 1–3    |
| Mtibwa Sugar         | 5–0         | Northern Dynamo       | 4–0 | 1–0    |
| DC Motema Pembe      | 5–2         | Anges de Fatima       | 4–1 | 1–1    |
| FC San Pédro         | 2–1         | Armed Forces          | 1–1 | 1–0    |
| Cercle Mbéri Sportif | 1–1 (4–3 p) | Silver Strikers       | 1–0 | 0–1    |
| Kaizer Chiefs        | 5–2         | Zimamoto              | 4–0 | 1–2    |
| ASSM Elgeco Plus     | 4–3         | Deportivo Unidad      | 3–1 | 1–2    |
| Miracle Club         | w/o         | Al-Ittihad            | 0–8 | —      |
| New Star             | 4–1         | Vital'O               | 0–0 | 4–1    |
| Kariobangi Sharks    | 9–1         | Arta/Solar7           | 6–1 | 3–0    |
| Asante Kotoko        | w/o         | Eding Sport           | —   | —      |
| Free State Stars     | 0–1         | Mukura Victory Sports | 0–0 | 0–1    |
| Green Eagles         | 5–2         | Young Buffaloes       | 2–0 | 3–2    |
| NA Hussein Dey       | 3–1         | Diables Noirs         | 2–0 | 1–1    |
| Green Buffaloes      | 2–0         | Al-Merreikh Juba      | 2–0 | 0–0    |

### Primera Ronda
| Equipo 1            | Agr.         | Equipo 2              | Ida | Vuelta |
| ------------------- | ------------ | --------------------- | --- | ------ |
| Étoile du Sahel     | 3–1          | Stade d'Abidjan       | 3–0 | 0–1    |
| AS Nyuki            | 0–2          | Petro de Luanda       | 0–1 | 0–1    |
| Zamalek             | 7–2          | AS CotonTchad         | 7–0 | 0–2    |
| Hassania Agadir     | 2–1          | Génération Foot       | 2–0 | 0–1    |
| USM Bel Abbès       | 0–2          | Enugu Rangers         | 0–0 | 0–2    |
| Al-Masry            | 0–2          | Salitas               | 0–2 | 0–0    |
| KCCA                | 5–1          | Mtibwa Sugar          | 3–0 | 2–1    |
| DC Motema Pembe     | 1–3          | FC San Pédro          | 1–1 | 0–2    |
| Raja Casablanca     | 5–1          | Cercle Mbéri Sportif  | 5–0 | 0–1    |
| Kaizer Chiefs       | 6–0          | ASSM Elgeco Plus      | 3–0 | 3–0    |
| RS Berkane          | 4–0          | Al-Ittihad            | 3–0 | 1–0    |
| Al-Ahli Tripoli     | 1–1 (v.)     | New Star              | 1–1 | 0–0    |
| Kariobangi Sharks   | 1–2          | Asante Kotoko         | 0–0 | 1–2    |
| Al-Hilal Al-Ubayyid | 0–0 (4:5 p.) | Mukura Victory Sports | 0–0 | 0–0    |
| Green Eagles        | 1–2          | NA Hussein Dey        | 0–0 | 1–2    |
| Sfaxien             | 4–2          | Green Buffaloes       | 4–1 | 0–1    |

### Play-off
| Equipo 1         | Agr. | Equipo 2              | Ida | Vuelta |
| ---------------- | ---- | --------------------- | --- | ------ |
| Gor Mahia        | 2–1  | New Star              | 2–1 | 0–0    |
| Al-Ahly Benghazi | 2–3  | NA Hussein Dey        | 1–0 | 1–3    |
| Al-Hilal         | 3–1  | Mukura Victory Sports | 3–0 | 0–1    |
| Nkana            | 3–0  | FC San Pédro          | 3–0 | 0–0    |
| Coton Sport      | 3–5  | Asante Kotoko         | 2–3 | 1–2    |
| ZESCO United     | 5–2  | Kaizer Chiefs         | 3–1 | 2–1    |
| Stade Malien     | 2–3  | Petro de Luanda       | 1–1 | 1–2    |
| African Stars    | 1–2  | Raja Casablanca       | 1–1 | 0–1    |
| ASC Diaraf       | 3–5  | RS Berkane            | 2–0 | 1–5    |
| Vipers           | 0–3  | CS Sfaxien            | 0–0 | 0–3    |
| Ittihad Tanger   | 1–3  | Zamalek               | 0–0 | 1–3    |
| AS Otôho         | 3–2  | KCCA                  | 3–0 | 0–2    |
| Bantu            | 2–4  | Enugu Rangers         | 1–2 | 1–2    |
| Al-Nasr          | 2–3  | Salitas               | 1–0 | 1–3    |
| Jimma Aba Jifar  | 0–5  | Hassania Agadir       | 0–1 | 0–4    |

## Fase de grupos

### Grupo A
| Pos. | Equipo          | Pts. | PJ | G | E | P | GF | GC | Dif. | Clasificación    |     | RSB | HAS | RCA | ASO |
| ---- | --------------- | ---- | -- | - | - | - | -- | -- | ---- | ---------------- | --- | --- | --- | --- | --- |
| 1    | RS Berkane      | 11   | 6  | 3 | 2 | 1 | 10 | 5  | +5   | Cuartos de final |     | —   | 2-1 | 0-0 | 3-0 |
| 2    | Hassania Agadir | 8    | 6  | 2 | 2 | 2 | 5  | 5  | 0    | Cuartos de final |     | 1-0 | —   | 1-1 | 2-1 |
| 3    | Raja Casablanca | 7    | 6  | 1 | 4 | 1 | 7  | 6  | +1   |                  |     | 4-2 | 0-0 | —   | 0-0 |
| 4    | AS Otôho        | 5    | 6  | 1 | 2 | 3 | 4  | 10 | −6   |                  | 1-1 | 1-0 | 1-4 | —   |     |

 Fuente: CAF

### Grupo B
| Pos. | Equipo          | Pts. | PJ | G | E | P | GF | GC | Dif. | Clasificación    |     | CSS | ESS | RAN | SAL |
| ---- | --------------- | ---- | -- | - | - | - | -- | -- | ---- | ---------------- | --- | --- | --- | --- | --- |
| 1    | CS Sfaxien      | 12   | 6  | 3 | 3 | 0 | 5  | 2  | +3   | Cuartos de final |     | —   | 2-1 | 1-1 | 0-0 |
| 2    | Étoile du Sahel | 10   | 6  | 3 | 1 | 2 | 6  | 4  | +2   | Cuartos de final |     | 0-1 | —   | 2-1 | 1-0 |
| 3    | Enugu Rangers   | 5    | 6  | 1 | 2 | 3 | 5  | 7  | −2   |                  |     | 0-1 | 0-2 | —   | 2-0 |
| 4    | Salitas         | 4    | 6  | 0 | 4 | 2 | 1  | 4  | −3   |                  | 0-0 | 0-0 | 1-1 | —   |     |

 Fuente: CAF

### Grupo C
| Pos. | Equipo        | Pts. | PJ | G | E | P | GF | GC | Dif. | Clasificación    |     | HIL | NKA | ASA | ZES |
| ---- | ------------- | ---- | -- | - | - | - | -- | -- | ---- | ---------------- | --- | --- | --- | --- | --- |
| 1    | Al-Hilal      | 11   | 6  | 3 | 2 | 1 | 11 | 6  | +5   | Cuartos de final |     | —   | 4-1 | 1-0 | 3-1 |
| 2    | Nkana         | 9    | 6  | 3 | 0 | 3 | 9  | 11 | −2   | Cuartos de final |     | 2-1 | —   | 3-1 | 3-0 |
| 3    | Asante Kotoko | 7    | 6  | 2 | 1 | 3 | 8  | 8  | 0    |                  |     | 1-1 | 3-0 | —   | 2-1 |
| 4    | ZESCO United  | 7    | 6  | 2 | 1 | 3 | 7  | 10 | −3   |                  | 1-1 | 2-0 | 2-1 | —   |     |

 Fuente: CAF

### Grupo D
| Pos. | Equipo          | Pts. | PJ | G | E | P | GF | GC | Dif. | Clasificación    |     | ZAM | GOR | NAH | PET |
| ---- | --------------- | ---- | -- | - | - | - | -- | -- | ---- | ---------------- | --- | --- | --- | --- | --- |
| 1    | Zamalek         | 9    | 6  | 2 | 3 | 1 | 9  | 6  | +3   | Cuartos de final |     | —   | 4-0 | 1-1 | 1-1 |
| 2    | Gor Mahia       | 9    | 6  | 3 | 0 | 3 | 8  | 9  | −1   | Cuartos de final |     | 4-2 | —   | 2-0 | 1-0 |
| 3    | NA Hussein Dey  | 8    | 6  | 2 | 2 | 2 | 4  | 6  | −2   |                  |     | 0-0 | 1-0 | —   | 2-1 |
| 4    | Petro de Luanda | 7    | 6  | 2 | 1 | 3 | 6  | 6  | 0    |                  | 0-1 | 2-1 | 2-0 | —   |     |

 Fuente: CAF

## Fase final
|  | Cuartos de final | Cuartos de final | Cuartos de final | Cuartos de final |   |            | Semifinales | Semifinales | Semifinales | Semifinales |  |            | Final      | Final | Final | Final | Final |  |
|  |                  |                  |                  |                  |   |            |             |             |             |             |  |            |            |       |       |       |       |  |
|  |                  |                  |                  |                  |   |            |             |             |             |             |  |            |            |       |       |       |       |  |
|  | Nkana            | Nkana            | 2                | 0                |   |            |             |             |             |             |  |            |            |       |       |       |       |  |
|  | Nkana            | Nkana            | 2                | 0                |   |            |             |             |             |             |  |            |            |       |       |       |       |  |
|  | CS Sfaxien       | CS Sfaxien       | 1                | 2                |   |            |             |             |             |             |  |            |            |       |       |       |       |  |
|  | CS Sfaxien       | CS Sfaxien       | 1                | 2                |   | CS Sfaxien | CS Sfaxien  | 2           | 0           |             |  |            |            |       |       |       |       |  |
|  |                  |                  |                  |                  |   | CS Sfaxien | CS Sfaxien  | 2           | 0           |             |  |            |            |       |       |       |       |  |
|  |                  |                  | RS Berkane       | RS Berkane       | 0 | 3          |             |             |             |             |  |            |            |       |       |       |       |  |
|  | Gor Mahia        | Gor Mahia        | RS Berkane       | RS Berkane       | 0 | 3          | 0           | 1           |             |             |  |            |            |       |       |       |       |  |
|  | Gor Mahia        | Gor Mahia        |                  |                  |   |            |             |             |             |             |  |            |            |       |       |       |       |  |
|  | RS Berkane       | RS Berkane       | 2                | 5                |   |            |             |             |             |             |  |            |            |       |       |       |       |  |
|  | RS Berkane       | RS Berkane       | 2                | 5                |   |            |             |             |             |             |  | RS Berkane | RS Berkane | 1     | 0     | 1 (3) |       |  |
|  |                  |                  |                  |                  |   |            |             |             |             |             |  | RS Berkane | RS Berkane | 1     | 0     | 1 (3) |       |  |
|  |                  |                  | Zamalek (p.)     | Zamalek (p.)     | 0 | 1          | 1 (5)       |             |             |             |  |            |            |       |       |       |       |  |
|  | Hassania Agadir  | Hassania Agadir  | Zamalek (p.)     | Zamalek (p.)     | 0 | 1          | 1 (5)       | 0           | 0           |             |  |            |            |       |       |       |       |  |
|  | Hassania Agadir  | Hassania Agadir  |                  |                  |   |            |             |             | 0           |             |  |            |            |       |       |       |       |  |
|  | Zamalek          | Zamalek          | 0                | 1                |   |            |             |             |             |             |  |            |            |       |       |       |       |  |
|  | Zamalek          | Zamalek          | 0                | 1                |   | Zamalek    | Zamalek     | 1           | 0           |             |  |            |            |       |       |       |       |  |
|  |                  |                  |                  |                  |   | Zamalek    | Zamalek     | 1           | 0           |             |  |            |            |       |       |       |       |  |
|  |                  |                  | Étoile du Sahel  | Étoile du Sahel  | 0 | 0          |             |             |             |             |  |            |            |       |       |       |       |  |
|  | Étoile du Sahel  | Étoile du Sahel  | Étoile du Sahel  | Étoile du Sahel  | 0 | 0          | 3           | 2           |             |             |  |            |            |       |       |       |       |  |
|  | Étoile du Sahel  | Étoile du Sahel  |                  |                  |   |            |             |             |             |             |  |            |            |       |       |       |       |  |
|  | Al-Hilal         | Al-Hilal         | 1                | 1                |   |            |             |             |             |             |  |            |            |       |       |       |       |  |
|  | Al-Hilal         | Al-Hilal         | 1                | 1                |   |            |             |             |             |             |  |            |            |       |       |       |       |  |
|  |                  |                  |                  |                  |   |            |             |             |             |             |  |            |            |       |       |       |       |  |

### Cuartos de final
| 07 de abril de 2019 | Hassania Agadir | 0:0     | Zamalek | Stade de Agadir, Agadir |                         |
| 12:00               |                 | Reporte |         | Árbitro(s): Sadok Selmi | Árbitro(s): Sadok Selmi |

| 14 de abril de 2019 | Zamalek    | 1:0 (0:0) (Global 1:0) | Hassania Agadir | Estadio Borg El Arab, Alejandría       |                                        |
| 12:00               | Hassan 49' | Reporte                |                 | Árbitro(s): Helder Martins de Carvalho | Árbitro(s): Helder Martins de Carvalho |

| 07 de abril de 2019 | Étoile du Sahel                                   | 3:1 (2:0) | Al-Hilal    | Estadio Olímpico de Susa, Susa |                            |
| 12:00               | Boughattas 30' · Chikhaoui 35' (pen.), 81' (pen.) | Reporte   | Eltahir 59' | Árbitro(s): Rédouane Jiyed     | Árbitro(s): Rédouane Jiyed |

| 22 de abril de 2019 | Al-Hilal  | 1:2 (1:1) (Global 2:5) | Étoile du Sahel          | Estadio Al-Hilal, Omdurmán   |                              |
| 09:00               | Hamid 30' | Reporte                | Aribi 36' · Kechrida 80' | Árbitro(s): Mahmoud Al Banna | Árbitro(s): Mahmoud Al Banna |

| 07 de abril de 2019 | Gor Mahia | 0:2 (0:1) | RS Berkane               | Moi International Sports Center, Nairobi |                          |
| 12:00               |           | Reporte   | Dayo 24' · El Helali 59' | Árbitro(s): Joshua Bondo                 | Árbitro(s): Joshua Bondo |

| 14 de abril de 2019 | RS Berkane                                                    | 5:1 (3:1) (Global 7:1) | Gor Mahia | Stade Municipal de Berkane, Berkane   |                                       |
| 12:00               | Laba 21' · Aziz 32' · El Helali 37' · Dayo 58' · Essaiydy 86' | Reporte                | Juma 24'  | Árbitro(s): Jean Jacques Ndala Ngambo | Árbitro(s): Jean Jacques Ndala Ngambo |

| 07 de abril de 2019 | Nkana                        | 2:1 (1:0) | CS Sfaxien   | Estadio Nkana, Kitwe        |                             |
| 12:00               | Kampamba 36' · Tshimenga 52' | Reporte   | Oueslati 84' | Árbitro(s): Bernard Camille | Árbitro(s): Bernard Camille |

| 14 de abril de 2019 | CS Sfaxien                  | 2:0 (1:0) (Global 3:2) | Nkana | Stade Taïeb Mhiri, Sfax  |                          |
| 12:00               | Chaouat 7' · Marzouki 90+1' | Reporte                |       | Árbitro(s): Victor Gomes | Árbitro(s): Victor Gomes |

### Semifinales
| 28 de abril de 2019 | CS Sfaxien                           | 2:0 (1:0) | RS Berkane | Stade Taïeb Mhiri, Sfax           |                                   |
| 12:00               | Marzouki 29' · Mathlouthi 47' (pen.) | Reporte   |            | Árbitro(s): Bamlak Tessema Weyesa | Árbitro(s): Bamlak Tessema Weyesa |

| 05 de mayo de 2019 | RS Berkane                               | 3:0 (3:0) (Global 3:2) | CS Sfaxien | Stade Municipal de Berkane, Berkane |                             |
| 12:00              | Laba 8' (pen.) · Nemsaoui 19' · Dayo 31' | Reporte                |            | Árbitro(s): Maguette Ndiaye         | Árbitro(s): Maguette Ndiaye |

| 28 de abril de 2019 | Zamalek     | 1:0 (1:0) | Étoile du Sahel | Estadio Borg El Arab, Alejandría |                           |
| 15:00               | Kahraba 36' | Reporte   |                 | Árbitro(s): Janny Sikazwe        | Árbitro(s): Janny Sikazwe |

| 05 de mayo de 2019 | Étoile du Sahel | 0:0 (Global 0:1) | Zamalek | Estadio Olímpico de Susa, Susa        |                                       |
| 15:00              |                 | Reporte          |         | Árbitro(s): Jean Jacques Ndala Ngambo | Árbitro(s): Jean Jacques Ndala Ngambo |

### Final
| 19 de mayo de 2019 | RS Berkane | 1:0 (0:0) | Zamalek | Stade Municipal de Berkane, Berkane |                           |
| 18:00              | Laba 90+4' | Reporte   |         | Árbitro(s): Janny Sikazwe           | Árbitro(s): Janny Sikazwe |

| 26 de mayo de 2019 | Zamalek                               | 1:0 (0:0, 1:0) (t. s.)(5:3 p.)(Global 1:1) | RS Berkane                      | Estadio Borg El Arab, Alejandría  |                                   |
| 16:00              | Alaa 55' (pen.)                       | Reporte                                    |                                 | Árbitro(s): Bamlak Tessema Weyesa | Árbitro(s): Bamlak Tessema Weyesa |
|                    |                                       | Tiros desde el punto penal                 |                                 |                                   |                                   |
|                    | Boutaïb · Alaa · Gomaa · Obama · Zizo |                                            | Laachir · Mokadem · Laba · Dayo |                                   |                                   |

|                             |
| Bandera de Egipto           |
| Campeón Zamalek 1.er título |